# Luise Koppen
Luise Koppen (* 11. Juni 1855 in Berleburg, Königreich Preußen; † 17. Januar 1922 in Berlin) war eine deutsche Schriftstellerin.

## Leben
Luise Koppen war die Tochter des Pfarrers  und späteren Generalsuperintendenten Adolf Karl Koppen. Ihre Familie lebte ab 1857 in Detmold, wo Luise Koppen die Höhere Töchterschule besuchte. 1874 legte sie das Lehrerinnen-Examen in Elberfeld ab; anschließend unterrichtete sie an der Höheren Töchterschule in Detmold und hatte Kontakt zur Fürstin Elisabeth zur Lippe, der Witwe des 1875 verstorbenen Fürsten Leopold III. zur Lippe. Ab Mitte der 1890er Jahre war Koppen daneben schriftstellerisch tätig. Bei einem Besuch in Berlin schloss sie Freundschaft mit der Schriftstellerin Frida Schanz. 1910 gab Luise Koppen den Lehrerberuf auf und zog nach Berlin, wo sie als freie Schriftstellerin lebte. Daneben gehörte sie der Redaktion der Familienzeitschrift „Daheim“ an und war von 1911 bis 1917 Herausgeberin der hauswirtschaftlich orientierten Wochenzeitschrift „Die deutsche Frau“.
Luise Koppen war Verfasserin von Erzählungen, in denen sie häufig ihre Erlebnisse im elterlichen Pfarrhaus und in der Residenzstadt Detmold verarbeitete, sowie von seinerzeit sehr erfolgreichen Kinder- und Jugendbüchern.

## Werke
- Christine, Fürstin zur Lippe, geb. Prinzessin zu Solms-Braunfels, Detmold 1884
- Freddy und seine Freunde, Leipzig 1896
- Erinnerungsblätter an Elisabeth Fürstin zur Lippe, geb. Prinzessin zu Schwarzburg-Rudolstadt, Detmold 1897
- Im Lindenbaume, Leipzig 1897
- Das Dorli, Stuttgart 1898
- Die Schloßkinder, Stuttgart 1899
- Vier Wildfänge aus Reisen, Stuttgart 1900
- Mauerpflänzchen, Stuttgart 1901
- Waldkind und Weltkind, Bielefeld [u. a.] 1901 (zusammen mit Frida Schanz)
- Das Haus der Kobolde, Stuttgart 1902
- Heitere Bilder aus dem Bodenstedter Pfarrhause, Berlin 1904
- Wachsende Kräfte, Berlin 1907 (zusammen mit Frida Schanz)
- Kleinstadtzauber, Berlin 1908
- Jung-Wilhelm und sein Bruder, Berlin 1909
- Jung-Wilhelm, unsers Kaisers Enkel, Berlin 1909
- Bubi, Berlin 1912
- Allerhand kleines Volk, Stuttgart 1915
- Katharina v. Bora, Luthers Frau, Bielefeld [u. a.] 1917
- Kinderleben in einer kleinen Residenz, Berlin 1922
- Aus meiner Jugend, Wien [u. a.] 1923